# Gading (Bululawang)
Gading is een bestuurslaag in het regentschap Malang van de provincie Oost-Java, Indonesië. Gading telt 3974 inwoners (volkstelling 2010).